# جولیا هاورث
جولیا هاورث (انگلیسی: Julia Haworth؛ زادهٔ ۲۷ ژوئیهٔ ۱۹۷۹) بازیگر اهل بریتانیا است. وی از سال ۱۹۹۰ میلادی تاکنون مشغول فعالیت بوده‌است.
از فیلم‌ها یا مجموعه‌های تلویزیونی که وی در آن‌ها نقش داشته‌است، می‌توان به تپش قلب، طبابت در پیک و خیابان کورونیشن اشاره نمود.